# Sonya Agbéssi
Sonya Agbéssi är en friidrottare från Benin. Hon deltog vid olympiska sommarspelen 1992.